# Наближення локальної густини
Наближення локальної густини (LDA) — клас  наближень до обмінно-кореляційної взаємодії в терії твердого тіла та квантовій хімії, зокрема в терії функціоналу густини, в яких враховується густина електронів у тій точці простору, про яку йде мова.
Вивести поправки до обмінно-кореляційної взаємодії можна різними методами, проте найуспішніші пов'язані з підходом однорідного електронного газу.  У цьому відношенні LDA загалом синонімічне з функціоналами на основі моделі джелію, які тоді можна застосовувати для дослідження реалістичних систем (молекул та твердих тіл).
У загальному випадку, для системи без спінової поляризації, наближення локальної густини для обмінно-кореляційної енергії має вигляд
{\displaystyle E_{xc}^{\mathrm {LDA} }[\rho ]=\int \rho (\mathbf {r} )\epsilon _{xc}(\rho )\ \mathrm {d} \mathbf {r} \ ,}
де ρ — електронна густина, а  εxc — обмінно-кореляційна енергія на одну частинку однорідного електронного газу з густиною заряду ρ. Обмінно-кореляційна енергія розбивається на обмінну та кореляційну,
{\displaystyle E_{xc}=E_{x}+E_{c}\ ,}
тож шукають окремі вирази для  Ex та Ec. Обмінний член в підході джеліуму має просту аналітичну форму. Для кореляційної енергії точно відомі лише асимптоти,  чим пояснюються численні наближення для  εc.
Наближення локальної густини важливі при побудові складніших наближень до обмінно-кореляційної енергії, таких як узагальнене градієнтне наближення або гібридні функціонали, оскільки бажаною властивістю будь-якогго обмінно-кореляційного функціоналу є відтворення точних результатів, відомих для джеллію при незмінній густині. У цій якості LDA часто входить до функціоналів безпосередньо.

## Однорідний електронний газ
Наближені вирази для εxc, що залежить лише від густини, можна отримати по різному. Найбільш успішний підхід опирається на модель однорідного електронного газу. Він будується на розгляді системи  N електронів, що взаємодіють між собою, в об'ємі V, Система залишається нейтральною за рахунок позитивного тла. N та V надалі спрямовуються до нескінченості так, щоб густина залишалася сталоюу (ρ = N / V) і скінченною. Це корисне наближення, бо повна енергія складається зі внеску лише кінетичної енергії та енергій обміну й кореляцій, а хвильова функція виражається плоскими хвилями. Зокрема, для сталої густини ρ, обмінна енергія пропорційна ρ⅓.

## Обмінна взаємодія
Густина обмінної енергії в однорідному електронному газі відома аналітично. LDA використовує цей вираз у наближенні того, що обмінну енергію в системі там, де густина не однорідна, можна отримати, застосовуючи результати джелію в кожній точці простору окремо, що дає формулу
{\displaystyle E_{x}^{\mathrm {LDA} }[\rho ]=-{\frac {3}{4}}\left({\frac {3}{\pi }}\right)^{1/3}\int \rho (\mathbf {r} )^{4/3}\ \mathrm {d} \mathbf {r} \ .}

## Кореляційний функціонал
Аналітичні вирази для кореляційної енергії однорідного електронного газу відомі в граничних випадках високої та низької густини, що відподає нескінченно слабким та нескінченного сильним кореляціям. Для джелію з густниною ρ, густина кореляційної енергії при високій електронній густині записується
{\displaystyle \epsilon _{c}=A\ln(r_{s})+B+r_{s}(C\ln(r_{s})+D)\,}
а при малій:
{\displaystyle \epsilon _{c}={\frac {1}{2}}\left({\frac {g_{0}}{r_{s}}}+{\frac {g_{1}}{r_{s}^{3/2}}}+\dots \right)\ ,}
де радіус Вігнера-Зейца зв'язаний з густиною як
{\displaystyle {\frac {4}{3}}\pi r_{s}^{3}={\frac {1}{\rho }}\ .}
Пропонувалися аналітичні вирази  для всього діапазону густин на основі теорії збурень багатотільної задачі. Похибка в порівнянні з майже точними обчисленнями методами квантового Монте-Карло лежить у межах мілігартрі.
- Кореляційний функціонал Чачійо: {\displaystyle \epsilon _{c}=a\ln \left(1+{\frac {b}{r_{s}}}+{\frac {b}{r_{s}^{2}}}\right)} [3].

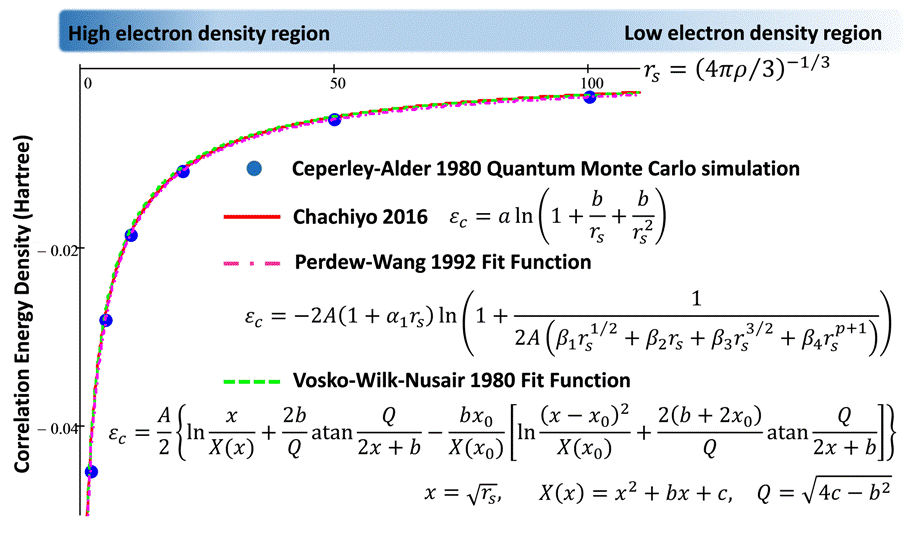
Порівняння між кількома функціоналами кореляційної енергії методу LDA та квантовим Монте-Карло

Акуратні розрахунки енергії однорідного електронного газу методом квантового Монте-Карло  проведено для кількох проміжних значень густини.
. Найпопулярніші наближення локальної густини до кореляційного енергії інтерполюють між цими точними значеннями з розрахунків, водночас відтворюючи точно граничні випадки, розв'язки для яких відомі точнр. Різноманітні підходи використовують різні аналітичні форми  εc, формулючи кілька кореляційних функціоналів LDA, зокрема:
- Воско-Вілк-Нузер (VWN)[5]
- Пердю-Цунгер (PZ81)[6]
- Коул-Пердю (CP)[7]
- Пердю-Ванг (PW92)[8]

Ще раніше, ще навіть до формулювання теорії функціоналу густини, існував кореляційний функціонал ВігнераЮ отриманий з моделі джелію теорією збурень Меллера-Плессета.

## Спінова поляризація
Узагальнення функціоналу густини на випадок спіново-поляризованих систем легко проводиться для обміну, для якого відоме точне масштабування, але для кореляційної енергії необхідні нові наближення. Спіново-поляризована система в DFT використовує дві густини ρα та ρβ, і один із різновидів приближення локальної густини  (LSDA) задається як
{\displaystyle E_{xc}^{\mathrm {LSDA} }[\rho _{\alpha },\rho _{\beta }]=\int \mathrm {d} \mathbf {r} \ \rho (\mathbf {r} )\epsilon _{xc}(\rho _{\alpha },\rho _{\beta })\ .}
Для енергії обмінної взаємодії  відомі точні результати (не тільки в наближенні локальної густини) для спін-неполяризованого функціоналу:
{\displaystyle E_{x}[\rho _{\alpha },\rho _{\beta }]={\frac {1}{2}}{\bigg (}E_{x}[2\rho _{\alpha }]+E_{x}[2\rho _{\beta }]{\bigg )}\ .}
Залежність від спіну  густини кореляційної енергії отримують, вводячи відносну спінову поляризацію
{\displaystyle \zeta (\mathbf {r} )={\frac {\rho _{\alpha }(\mathbf {r} )-\rho _{\beta }(\mathbf {r} )}{\rho _{\alpha }(\mathbf {r} )+\rho _{\beta }(\mathbf {r} )}}\ .}
{\displaystyle \zeta =0\,} відповідає випадку парамагнетика, коли спінової поляризації нема. {\displaystyle \alpha \,} та {\displaystyle \beta \,} дорівнюють одна одній, тоді як  {\displaystyle \zeta =\pm 1} відповідає феромагнетику, в якому одна зі спінових густин щезає. Густина спінової кореляційної енергії для заданої повної густини електронів та відносносної поляризації  εc(ρ,ς) будується так, щоб інтерполювати між крайніми значеннями. Розроблено кілька форм, що працюють з кореляційними функціоналами  LDA.

## Обмінно-кореляційний потенціал
Обмінно-кореляційний потенціал, що відповідає Обмінно-кореляційній енергії в наближенні локальної густини задається формулою
{\displaystyle v_{xc}^{\mathrm {LDA} }(\mathbf {r} )={\frac {\delta E^{\mathrm {LDA} }}{\delta \rho (\mathbf {r} )}}=\epsilon _{xc}(\rho (\mathbf {r} ))+\rho (\mathbf {r} ){\frac {\partial \epsilon _{xc}(\rho (\mathbf {r} ))}{\partial \rho (\mathbf {r} )}}\ .}
У скінченній системі потенціал наближення локальної густини асимптотично експоненціально спадає. Це помилка, насправді обмінно-кореляційний потенціал повинен спадати повільніше, як потенціал кулонівської взаємодії. Штучно швидке спадання проявляється в тому, скільки орбіталей Кона-Шема є зв'язаними, тобто мають енергію, менше нуля. LDA не може відтворити Рідбергові серії та ті стани, які не є в ньому зв'язаними через надто високу енергію.  Це приводить до завищення енергії найвищої зайнятої орбіталі (HOMO), тож значення іонізаційного потенціалу за теоремою Купмана виходять незадовільними. Крім того, LDA погано описує хімічні утворення з великим числом електронів, такі як аніони, для яких воно часто не може зв'язати додатковий електрон, помилково  передбачаючи, що утворення буде нестабільним.

## Застосування
Наближення локальної густини разом із узагальненим градієнтним наближенням широко використовується в фізиці твердого тіла в ab-initio розрахунках методом функціоналу густини, трактуючи електронну та магнітну взаємодію в напівпровідниках, включно з напівпровідними оксидами та в спінтроніці. Важливість таких розрахунків пояснюється складністю систем, що накладає чутливіть до параметрів синтезу, що вимагає спочатку аналізу з перших принципів. Передбачення положення рівня Фермі та зонної структури напівпровідників з домішками часто отримують за допомогою наближення локальної густини, реалізованого в таких програмних пакетах як  CASTEP та DMol3. Однак занижені оцінки ширини забороненої зони, які часто пов'язують з LDA та GGA можуть призвести до неправильних висновків щодо домішкової провідності та магнетизму.

## Виноски
1. 1 2 3  Parr, Robert G; Yang, Weitao (1994). Density-Functional Theory of Atoms and Molecules. Oxford: Oxford University Press. ISBN 978-0-19-509276-9.
2. ↑  Dirac, P. A. M. (1930). Note on exchange phenomena in the Thomas-Fermi atom. Proc. Cambridge Phil. Roy. Soc. 26 (3): 376—385. Bibcode:1930PCPS...26..376D. doi:10.1017/S0305004100016108.
3. ↑  Teepanis Chachiyo (2016). Simple and accurate uniform electron gas correlation energy for the full range of densities. J. Chem. Phys. 145 (2): 021101. doi:10.1063/1.4958669.
4. ↑  D. M. Ceperley and B. J. Alder (1980). Ground State of the Electron Gas by a Stochastic Method. Phys. Rev. Lett. 45 (7): 566—569. Bibcode:1980PhRvL..45..566C. doi:10.1103/PhysRevLett.45.566.
5. 1 2  S. H. Vosko, L. Wilk and M. Nusair (1980). Accurate spin-dependent electron liquid correlation energies for local spin density calculations: a critical analysis. Can. J. Phys. 58 (8): 1200. Bibcode:1980CaJPh..58.1200V. doi:10.1139/p80-159.
6. 1 2  J. P. Perdew and A. Zunger (1981). Self-interaction correction to density-functional approximations for many-electron systems. Phys. Rev. B. 23 (10): 5048. Bibcode:1981PhRvB..23.5048P. doi:10.1103/PhysRevB.23.5048.
7. ↑  L. A. Cole and J. P. Perdew (1982). Calculated electron affinities of the elements. Phys. Rev. A. 25 (3): 1265. Bibcode:1982PhRvA..25.1265C. doi:10.1103/PhysRevA.25.1265.
8. ↑  John P. Perdew and Yue Wang (1992). Accurate and simple analytic representation of the electron-gas correlation energy. Phys. Rev. B. 45 (23): 13244—13249. Bibcode:1992PhRvB..4513244P. doi:10.1103/PhysRevB.45.13244.
9. ↑  E. Wigner (1934). On the Interaction of Electrons in Metals (abstract). Phys. Rev. 46 (11): 1002—1011. Bibcode:1934PhRv...46.1002W. doi:10.1103/PhysRev.46.1002.
10. ↑  Oliver, G. L.; Perdew, J. P. (1979). Spin-density gradient expansion for the kinetic energy. Phys. Rev. A. 20 (2): 397—403. Bibcode:1979PhRvA..20..397O. doi:10.1103/PhysRevA.20.397.
11. ↑  von Barth, U.; Hedin, L. (1972). A local exchange-correlation potential for the spin polarized case. J. Phys. C: Solid State Phys. 5 (13): 1629—1642. Bibcode:1972JPhC....5.1629V. doi:10.1088/0022-3719/5/13/012.
12. ↑  Fiolhais, Carlos; Nogueira, Fernando; Marques Miguel (2003). A Primer in Density Functional Theory. Springer. с. 60. ISBN 978-3-540-03083-6.
13. ↑  Товстолиткін О.І.; Боровий М.О.; Курилюк В.В.; Куницький Ю.А. (2014). Фізичні основи спінтроніки. ТОВ"Нілан-ЛТД". с. 500. ISBN 978-617-7121-93-9. {{cite book}}: Зовнішнє посилання в |title= (довідка)
14. ↑  Segall, M.D.; Lindan, P.J (2002). First-principles simulation: ideas, illustrations and the CASTEP code. Journal of Physics: Condensed Matter. 14 (11): 2717. Bibcode:2002JPCM...14.2717S. doi:10.1088/0953-8984/14/11/301.
15. ↑  Assadi, M.H.N та ін. (2013). Theoretical study on copper's energetics and magnetism in TiO2 polymorphs (PDF). Journal of Applied Physics. 113 (23): 233913. arXiv:1304.1854. Bibcode:2013JAP...113w3913A. doi:10.1063/1.4811539. Архів оригіналу (PDF) за 4 червня 2019. Процитовано 17 квітня 2017.